# (32785) 1989 CU1
1989 سي يو 1 (ويعرف أيضًا باسم (32785) 1989 سي يو 1 وفق تسمية الكوكب الصغير) (بالإنجليزية: 1989 CU1)‏ هو كويكب ضمن حزام الكويكبات؛ وترتيبه 32785 من حيث الاكتشاف.
اكتُشف هذا الجُرم الفلكي بواسطة Yoshiaki Oshima ‏ في 10 فبراير 1989.

## وصلات خارجية
- (32785) 1989 CU1 في قاعدة بيانات مختبر الدفع النفاث لأجرام النظام الشمسي الصغيرة

- الاكتشاف · مخطط المدار ·  العناصر المدارية · المعلمات المادية

- (32785) 1989 CU1 على موقع ويكي سكاي: DSS2, SDSS, GALEX, IRAS, Hydrogen α, X-Ray, Astrophoto, Sky Map, Articles and images